# 아이베쓰역
아이베쓰역(일본어: 愛別駅)은 일본 홋카이도 가미카와 군 아이베쓰정에 위치한 홋카이도 여객철도 세키호쿠 본선의 철도역이다. 역 번호는 A38이며, 상대식 승강장 2면 2선의 구조를 갖춘 지상역이다.

## 역 주변
- 아이베쓰 정청
- 아사히카와 신용금고 아이베쓰 지점
- 아사히카와 몬베쓰 자동차도 아이베쓰 나들목

## 역사
- 1922년 11월 4일 : 개업. 일반역.
- 1982년 11월 15일 : 화물 취급 폐지.
- 1984년
  - 2월 1일 : 소화물 취급 폐지.
  - 11월 10일 : CTC화 후 제2차 합리화 때, 간이 위탁화.
- 1987년 4월 1일 : 일본국유철도 분할 민영화에 의해, 홋카이도 여객철도가 승계.
- 2003년 4월 1일 : 간이 위탁 폐지.

## 인접 역
| 세키호쿠 본선                  | 세키호쿠 본선   | 세키호쿠 본선                  |
| ------------------------------ | --------------- | ------------------------------ |
| 이카우시 A37 신아사히카와 방면 | ■ 세키호쿠 본선 | 나카아이베쓰 A39 아바시리 방면 |